# Сільвіо Бараккіні
Сільвіо Бараккіні (італ. Silvio Baracchini, 28 серпня 1950) — італійський ватерполіст.
Срібний призер Олімпійських Ігор 1976 року, учасник 1972 року.
Чемпіон світу з водних видів спорту 1978 року, бронзовий призер 1975 року.
Бронзовий призер Чемпіонату Європи з водного поло 1977 року.
Срібний призер літньої Універсіади 1970 року.
Переможець Середземноморських ігор 1975 року.